# U-Bahn-Unfall von Moorgate
Bei dem U-Bahn-Unfall von Moorgate fuhr am 28. Februar 1975 ein Zug des Highbury Branches der Northern Line, heute die Northern City Line, auf der damals von der London Underground betriebenen Strecke im Tunnel- und Kopfbahnhof Moorgate nahezu ungebremst gegen die Abschlusswand des Tunnelendes, an dem das Gleis endete. 43 Tote und 74 Verletzte waren die Folge. Dies war der schwerste Eisenbahnunfall in der Geschichte der London Underground.

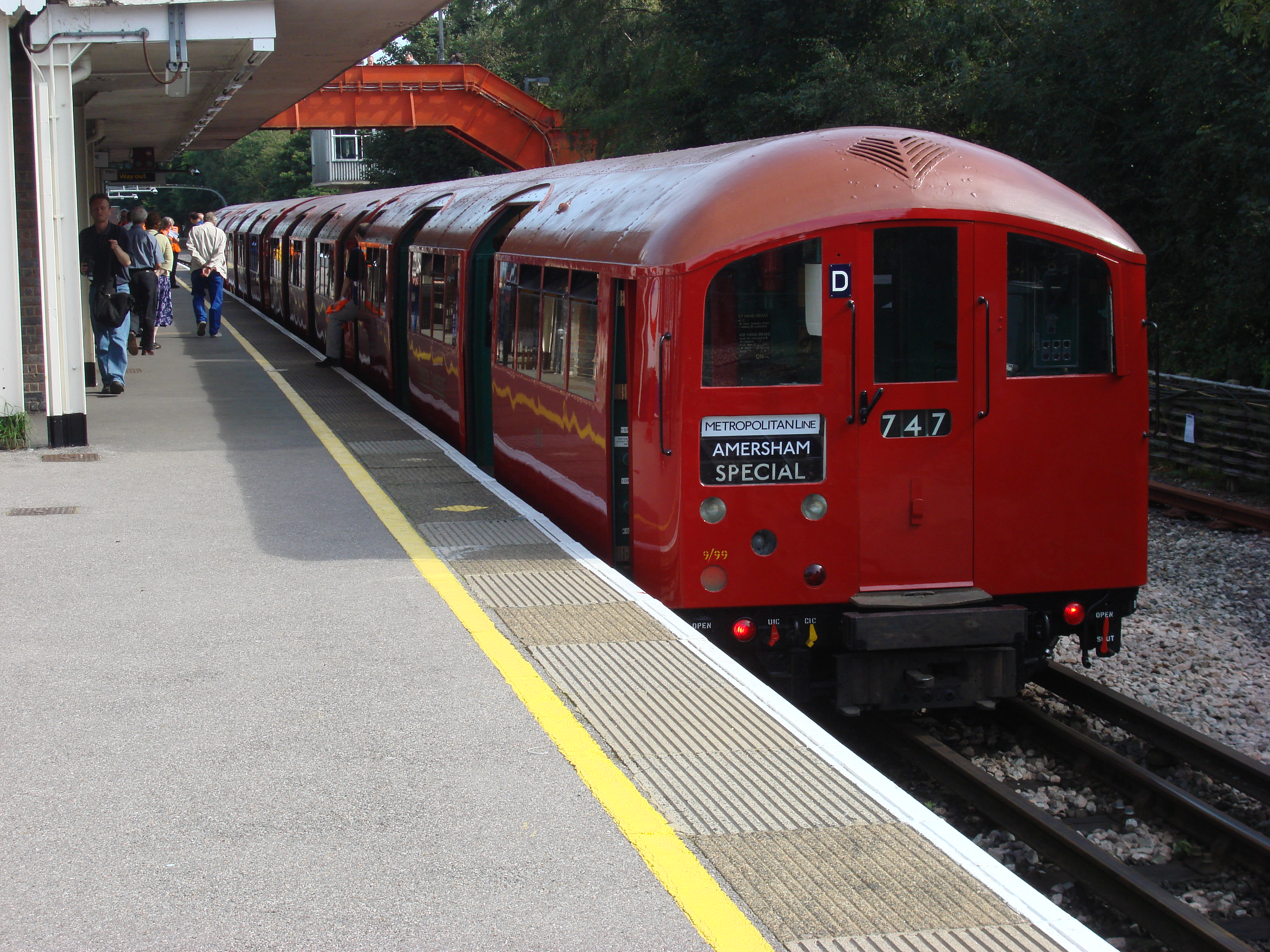
Schwesterzug des verunglückten Zuges des Typs 1938 Tube Stock

## Ausgangslage
Moorgate war damals der südliche Endbahnhof einer Linie der Northern Line. Dieser Streckenabschnitt hat das Lichtraumprofil der britischen Vollbahnen. Er wurde noch im Jahr des Unfalls von British Rail übernommen – was schon vor dem Unfall vereinbart war – und wurde als Eisenbahnstrecke weiter betrieben. Das Gleis 9 endet dort unterirdisch in einem Stumpftunnel. Dieser war durch ein über 20 Meter langes Auslaufgleis, einen Prellbock, eine Sandgrube und ein ständig „Halt“ gebietendes rotes Signal gegen Überfahrten gesichert.
Der Zug, der in den Unfall verwickelt war, wurde aus zwei Einheiten der 1938er Tube Stock, die selbst jeweils aus drei Trieb- beziehungsweise Beiwagen bestanden, gebildet. Diese haben ein gegenüber Fahrzeugen der Vollbahn wesentlich geringeres Lichtraumprofil. Der Zug kam vom Bahnhof Drayton Park, wo er um 8 Uhr 39 abfuhr und war mit etwa 300 Fahrgästen besetzt.

## Unfallgeschehen
Der Zug erreichte um 8:46 Uhr Gleis 9 des Bahnhofs Moorgate. Er bremste nicht, sondern beschleunigte noch etwas und fuhr mit einer Geschwindigkeit von 50 bis 65 km/h durch den Bahnhof und in den Stumpftunnel hinein. Bis zwei Sekunden vor dem Aufprall wurde noch Leistung auf den Antrieb des Zuges gegeben, wie nachträglich festgestellt werden konnte. Zeugen auf dem Bahnsteig berichteten, dass der Triebfahrzeugführer dabei aufrecht gesessen und nach vorne gesehen habe. Die Sandgrube und der Prellbock konnten die Wucht des Aufpralls nur unwesentlich mildern. Bei der Überfahrt über den Prellbock wurde das erste Fahrzeug nach oben geschleudert und traf die Abschlusswand des Tunnels nahe der Decke. Durch die kinetische Energie des nachdrückenden restlichen Zuges wurde das Fahrzeug, das eine Länge von 13 Metern aufwies, auf knapp sieben Meter zusammengedrückt. Aufgrund der schrägen, nach oben gerichteten Position des führenden Wagens und des im Verhältnis zum eingesetzten Fahrzeug recht großen Tunnelprofils schob sich der zweite Wagen über den ersten. Bei beiden Fahrzeugen zerknickte der tragende Rahmen. Das dritte Fahrzeug schob sich auf das Ende des zweiten und wurde im vorderen Bereich beschädigt. Die beiden letzten Wagen blieben unbeschädigt.

## Folgen
Die Rettungsarbeiten waren sehr schwierig, da sich die meisten Opfer in den zusammengedrückten Wagen im Stumpftunnel befanden. Der letzte Überlebende konnte erst mehr als 13 Stunden nach dem Unfall gerettet werden, die Leiche des Triebfahrzeugführers wurde erst nach mehr als vier Tagen geborgen. Seine Hand befand sich am Totmannhebel – nicht vor seinem Gesicht, um es zu schützen. Die Aufräumarbeiten dauerten bis zum 6. März, vier weitere Tage wurden benötigt, um den Verkehr wieder aufzunehmen.
Der Untersuchungsbericht wurde am 4. März 1976 veröffentlicht. Er stellte keine technischen Fehler am Fahrzeug oder der Eisenbahninfrastruktur fest. Die Obduktion des Triebfahrzeugführers ergab keinerlei Anhaltspunkte einer gesundheitlichen Einschränkung. Eine vorübergehende Lähmung durch Transitorische ischämische Attacke oder eine Akinese mit Mutismus wurden seitens der Pathologen für eine mögliche Erklärung gehalten, sind aber organisch nicht nachweisbar. Ein Suizid seitens des Triebfahrzeugführers konnte nicht ausgeschlossen werden, galt aber als unwahrscheinlich. So endete die offizielle Untersuchung mit der Aussage, dass ausreichende Beweise, die Unfallursache festzustellen, nicht vorlägen. Der Coroner kam deshalb zu dem Urteil „accidental death“ (höhere Gewalt).
Als technische Konsequenz wurden im Bahnhof Moorgate und anderen vergleichbaren betrieblichen Situationen Einrichtungen eingebaut, die zu einer Zwangsbremsung führen, wenn ein Zug mit zu hoher Geschwindigkeit in ein Stumpfgleis einfährt („Moorgate protection“).